# Gandomān
Gandomān (persiska: قَلعِۀ گَندُمان, گندمان) är en ort i Iran.   Den ligger i provinsen Chahar Mahal och Bakhtiari, i den centrala delen av landet, 400 km söder om huvudstaden Teheran. Gandomān ligger 2 237 meter över havet och antalet invånare är 5 578.
Terrängen runt Gandomān är huvudsakligen kuperad, men åt nordost är den platt. Runt Gandomān är det ganska glesbefolkat, med 27 invånare per kvadratkilometer. Närmaste större samhälle är Borūjen, 16,7 km nordost om Gandomān. Trakten runt Gandomān består i huvudsak av gräsmarker.